# Rafael Bastos
Rafael Bastos (ur. 1 stycznia 1985 w Rio de Janeiro) – brazylijski piłkarz występujący na pozycji napastnika.

## Kariera piłkarska
Od 2006 roku występował w EC Bahia, Cruzeiro EC, CF Os Belenenses, CD Nacional, Vitória, Consadole Sapporo, SC Braga, Cluj, An-Nassr, Lewski Sofia, Al Kuwait, Figueirense, América, Chapecoense, Hatta Club i Buriram United.